# H.264
L'H.264 o MPEG-4 AVC (Advanced Video Coding) o MPEG-4 Part 10, designazione formale ISO/IEC 14496-10 o ITU-T H.264, è un formato standard di compressione video digitale con perdita sviluppato dal Moving Picture Experts Group. Nel maggio 2003 è stata completata la stesura finale della prima versione dello standard, nelle edizioni successive sono state aggiunte varie estensioni alle sue funzionalità.

H.264 è protetto da vari brevetti la cui licenza è amministrata dall'azienda MPEG LA, l'uso commerciale delle tecnologie brevettate H.264 richiede quindi il pagamento di royalties.
MPEG LA ha consentito il libero uso di tecnologie H.264 per lo streaming video su Internet agli utenti finali, mentre, a titolo esemplificativo, Cisco Systems e altre aziende pagano royalties a MPEG LA per conto degli utenti dei binari del suo encoder H.264 open source.

## Caratteristiche
L'H.264 fa parte della famiglia H.26x ed è stato sviluppato da ITU-T Video Coding Experts Group (VCEG) insieme a ISO/IEC JTC1 Moving Picture Experts Group (MPEG). Il progetto è nato per creare uno standard in grado di fornire una buona qualità video a bit rate notevolmente inferiori rispetto agli standard precedenti (p.e. la metà o meno rispetto a standard come MPEG-2, H.263 o MPEG-4 Part 2), senza aumentarne la complessità e il costo di implementazione. Ulteriore obiettivo è quello di fornire una flessibilità sufficiente da consentirne l'uso in una vasta gamma di applicazioni e su un'ampia varietà di reti e sistemi, inclusi sistemi ad alto e basso bit rate, video a bassa e alta risoluzione, broadcast, archiviazione su DVD, reti per comunicazione in tempo reale (RTP) e sistemi di telefonia multimediale su specifiche ITU-T. I servizi di broadcast basati sullo standard H.264, occupando una banda inferiore rispetto al precedente schema di codifica, permette agli operatori di broadcasting di trasmettere in modo relativamente economico un numero maggiore di programmi ad alta definizione.
Lo standard H.264 può essere visto come una "famiglia di standard" composta da una serie di profili diversi. Un decodificatore decodifica almeno uno ma non necessariamente tutti i profili, mentre la specifica del decodificatore descrive quali profili possono essere decodificati. H.264 è in genere utilizzato per la compressione dati con perdita (lossy), ma è anche possibile usarlo per compressione dati senza perdita (lossless).
Il formato H.264 può essere utilizzato da vari dispositivi: per esempio dai televisori ad alta definizione HDTV e DVD o dai telefoni cellulari e smartphone. Tra i dispositivi di maggiore diffusione che utilizzano questo formato ci sono l'iPod video, la console Sony PSP e i lettori di Blu-ray Disc.
L'H.264 supporta risoluzioni video fino a 4096x2304 pixel (poco al di sopra del 4K).
Risoluzioni video superiori come il 5K, il 6K e l'8K necessitano l'utilizzo d'altri codec, ad esempio di HEVC (H.265). HEVC fa parte della famiglia H.26x ed è il successore dell'H.264.

## Applicazioni
Viene utilizzato nei Blu-ray, il suo concorrente diretto è il formato VC-1 (SMPTE 421M).
Il 6 settembre 2007 Adobe ha annunciato il supporto nativo del codec H.264 dal Flash Player.
Nel gennaio 2010 YouTube (Google) ha eseguito dei test con il codec H.264 per uno dei formati video nella versione "HTML5 beta" del suo sito internet, in modo che non sia più necessario usare il plugin Adobe Flash per la visualizzazione dei video; a gennaio 2011 Google ha annunciato la cessazione del supporto di H.264 dal browser Chromium a favore del formato WebM sviluppato da Google stessa, che fa uso del codec video VP8.
Nel 2014, Microsoft ha annunciato che Windows Media Player, da Windows 10, avrebbe iniziato a supportare nativamente i file Matroska e il codec H.264.

## Alternative libere
- Theora
- VP8
- VP9
- AV1
- WebM
- Ogg